# Gargantas del Segre

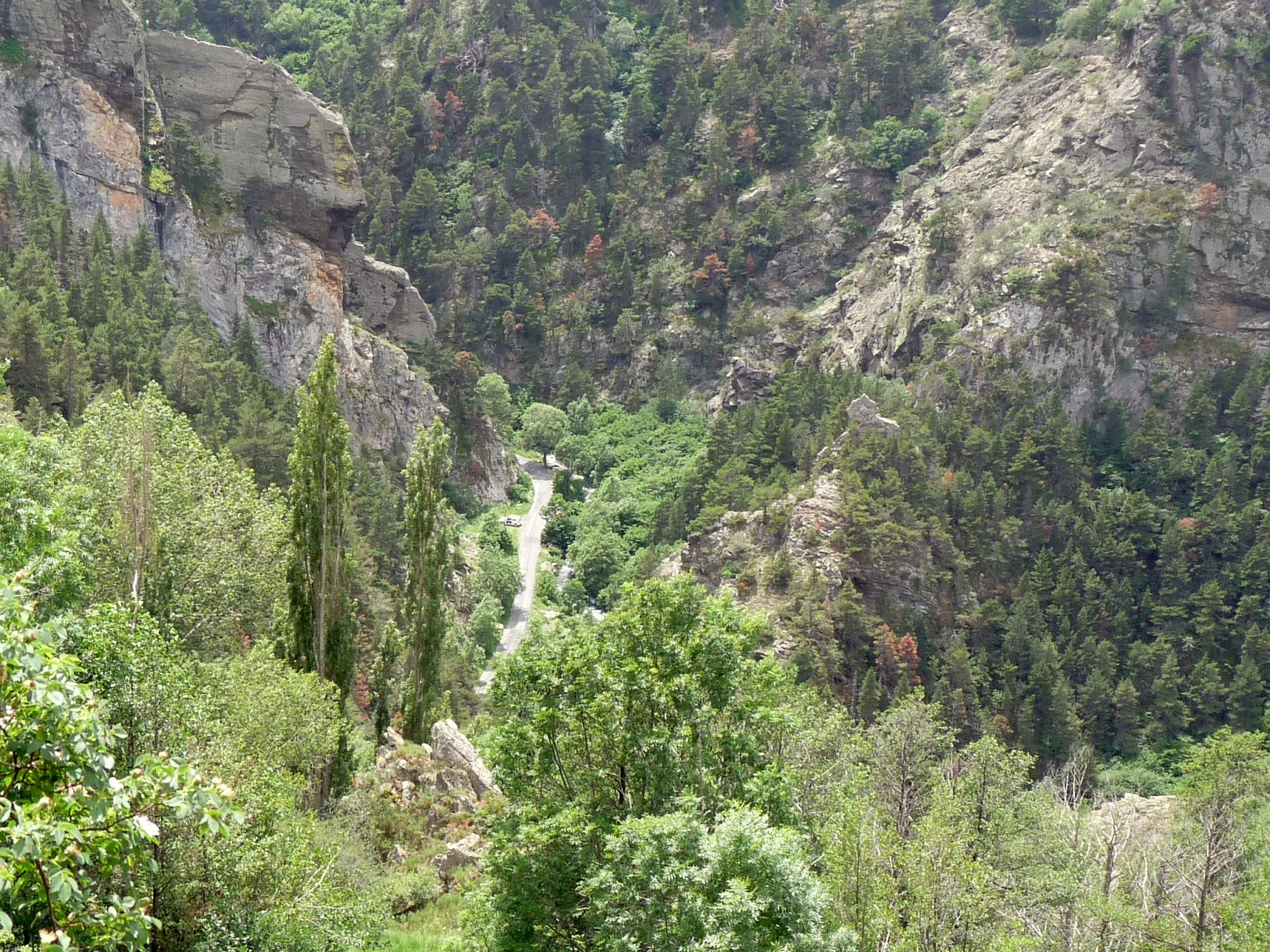
Las gargantas, desde el sur

Las Gargantas del Segre son un conjunto de desfiladeros del río Segre en el término comunal de Llo, en la comarca de la Alta Cerdaña, en el departamento francés de los Pirineos Orientales.
Están situadas en la zona central - septentrional del término de Llo, bastante cerca al sur del pueblo de este nombre.
A pesar de ser un lugar poco conocido, es objeto de frecuentes rutas de excursionismo y de bicicleta de montaña.